# Форт Мур
Форт Мур — одна з військових баз армії США, розташована поблизу міста Колумбус, Джорджія у штаті Джорджія й Алабама.